# 陸前小泉駅
陸前小泉駅（りくぜんこいずみえき）は、宮城県気仙沼市本吉町下宿（しもじゅく）にある、東日本旅客鉄道（JR東日本）気仙沼線BRT（バス高速輸送システム）のバス停留所である。元々は同社の気仙沼線の鉄道駅であった。
当駅までは東北本部の管轄であり、当駅以北は盛岡支社管轄に変わる。

## 歴史
- 1977年（昭和52年）12月11日：日本国有鉄道（国鉄）気仙沼線の駅として開業[2]。
- 1987年（昭和62年）4月1日：国鉄分割民営化により、JR東日本の駅となる[2]。
- 2011年（平成23年）3月11日：東日本大震災（東北地方太平洋沖地震）で発生した津波により流失[3]。
- 2012年（平成24年）8月20日：BRTで仮復旧[4]。駅は国道45号（宮城交通「小泉小学校入口」停留所と同位置）上に移設。
- 2019年（令和元年）11月1日：バス専用道の延伸に伴い、BRT用の駅舎を旧駅のあった場所に整備し駅を移設[5]。
- 2020年（令和2年）4月1日：柳津駅 - 気仙沼駅間の鉄道事業廃止により、鉄道駅としては廃駅となる[6][7]。

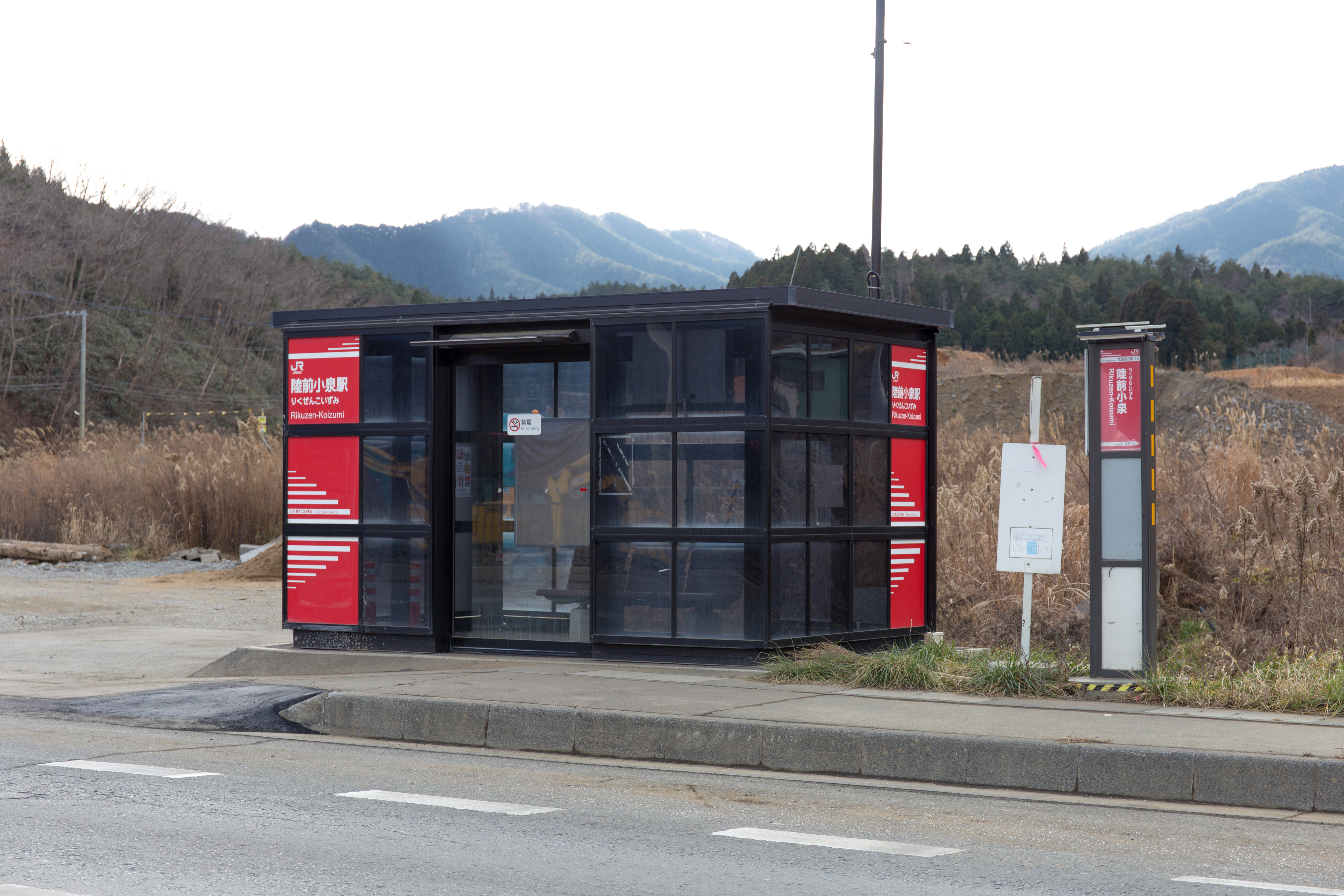
一般道上に設置されていた時代のBRT駅舎（気仙沼方面、2017年12月）

## 駅構造
鉄道駅ホームと線路を撤去した盛土の専用道上に、上り下りの乗降場が相対して設置されている。構内は2車線。気仙沼方面行き乗降場に、待合室とトイレが設置されている。
乗降場の蔵内駅側に一般道との出入口があり、一般道への迂回運行時などで使われる。
鉄道駅としては、盛土上に単式ホーム1面1線を有する地上駅で、石巻駅管理の無人駅であったが、東日本大震災による津波でホームが築堤ごと流され消失した。

## 利用状況
JR東日本によると、2023年度（令和5年度）のBRTにおける1日平均乗車人員は8人である。
2013年度（平成25年度）以降の推移は以下のとおりである。
| 乗車人員推移       | 乗車人員推移     | 乗車人員推移    |
| 年度               | 1日平均 乗車人員 | 出典            |
| ------------------ | ---------------- | --------------- |
| 2013年（平成25年） | 16               | [ 利用客数 2 ]  |
| 2014年（平成26年） | 15               | [ 利用客数 3 ]  |
| 2015年（平成27年） | 17               | [ 利用客数 4 ]  |
| 2016年（平成28年） | 15               | [ 利用客数 5 ]  |
| 2017年（平成29年） | 12               | [ 利用客数 6 ]  |
| 2018年（平成30年） | 13               | [ 利用客数 7 ]  |
| 2019年（令和元年） | 7                | [ 利用客数 8 ]  |
| 2020年（令和02年） | 7                | [ 利用客数 9 ]  |
| 2021年（令和03年） | 3                | [ 利用客数 10 ] |
| 2022年（令和04年） | 12               | [ 利用客数 11 ] |
| 2023年（令和05年） | 8                | [ 利用客数 1 ]  |

## 駅周辺
震災前、駅北側で鉄道の下を通る形で交差していた国道45号線は、BRT専用道をオーバークロスする形で再建された小泉大橋に付け替えられた。津谷川を挟んで北側にある小泉海岸海水浴場は震災後は閉鎖されていたが、2019年夏に再開されている。
- 国道45号
- 陸前小泉郵便局
- 津谷川
- 小泉海岸海水浴場

## 隣の停留所
東日本旅客鉄道（JR東日本）
■気仙沼線BRT
□快速
蔵内駅 ← 陸前小泉駅
■普通
蔵内駅 - 陸前小泉駅 - 本吉駅
- 鉄道時代の隣の駅も上記と同様であった。

### 記事本文
1. 1 2 3  『週刊 JR全駅・全車両基地』 56号 新庄駅・気仙沼駅・鳴子温泉駅ほか80駅、朝日新聞出版〈週刊朝日百科〉、2013年9月15日、23頁。
2. 1 2 3  石野哲（編）『停車場変遷大事典 国鉄・JR編 Ⅱ』（初版）JTB、1998年10月1日、483頁。ISBN 978-4-533-02980-6。
3. ↑  「【東日本大震災】JR東日本、太平洋沿岸の23駅流失」『SankeiBiz』2011年4月1日。オリジナルの2011年4月13日時点におけるアーカイブ。2025年7月30日閲覧。
4. ↑  「気仙沼線における暫定的なサービス提供開始について (PDF)」（プレスリリース）、東日本旅客鉄道仙台支社、2012年7月18日。2013年6月19日時点のオリジナル (PDF)よりアーカイブ。2025年7月30日閲覧。
5. ↑  「気仙沼線BRTダイヤ改正について (PDF)」（プレスリリース）、東日本旅客鉄道仙台支社／東日本旅客鉄道盛岡支社、2019年9月26日。2019年11月13日時点のオリジナル (PDF)よりアーカイブ。2025年7月30日閲覧。
6. ↑  「気仙沼線（柳津～気仙沼間）及び大船渡線（気仙沼～盛間）における鉄道事業の廃止の日の繰上げの届出について (PDF)」（プレスリリース）、東日本旅客鉄道、2020年1月31日。2020年2月6日閲覧。
7. ↑  「鉄道事業の廃止の届出に係る廃止の日の繰上げについて (PDF)」（プレスリリース）、国土交通省東北運輸局、2020年1月29日。2020年2月1日時点のオリジナル (PDF)よりアーカイブ。2020年2月6日閲覧。
8. ↑  「一般国道45号 小泉大橋 新しい橋に交通を切り替えます (PDF)」（プレスリリース）、仙台河川国道事務所、2020年1月14日。2020年10月20日閲覧。
9. ↑  「小泉海岸海水浴場」『気仙沼さ来てけらいん』気仙沼観光推進機構、2022年4月2日。2023年2月25日閲覧。

### 利用状況
1. 1 2  「BRT駅別乗車人員（2023年度）| 企業サイト：JR東日本」東日本旅客鉄道。2025年7月30日閲覧。
2. ↑  「BRT駅別乗車人員（2013年度）：JR東日本」東日本旅客鉄道。2025年7月30日閲覧。
3. ↑  「BRT駅別乗車人員（2014年度）：JR東日本」東日本旅客鉄道。2025年7月30日閲覧。
4. ↑  「BRT駅別乗車人員（2015年度）：JR東日本」東日本旅客鉄道。2025年7月30日閲覧。
5. ↑  「BRT駅別乗車人員（2016年度）：JR東日本」東日本旅客鉄道。2025年7月30日閲覧。
6. ↑  「BRT駅別乗車人員（2017年度）：JR東日本」東日本旅客鉄道。2025年7月30日閲覧。
7. ↑  「BRT駅別乗車人員（2018年度）：JR東日本」東日本旅客鉄道。2025年7月30日閲覧。
8. ↑  「BRT駅別乗車人員（2019年度）：JR東日本」東日本旅客鉄道。2025年7月30日閲覧。
9. ↑  「BRT駅別乗車人員（2020年度）| 企業サイト：JR東日本」東日本旅客鉄道。2025年7月30日閲覧。
10. ↑  「BRT駅別乗車人員（2021年度）| 企業サイト：JR東日本」東日本旅客鉄道。2025年7月30日閲覧。
11. ↑  「BRT駅別乗車人員（2022年度）| 企業サイト：JR東日本」東日本旅客鉄道。2025年7月30日閲覧。